# Топільниця (Самбірський район)

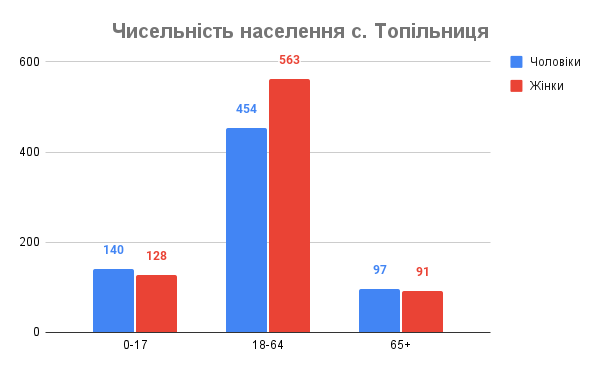
Чисельність населення с. Топільниця, 2021

Топі́льниця — село в Україні, у Самбірському районі Львівської області. Орган місцевого самоврядування — Стрілківська сільська рада. Населення становить 1473 особи (2021 р.).

## Назва
Старовинне українське село у володіннях графа Ванчі Волоха з 1431 року Топільниця (лат. Topolnicensis). Історична українська назва села походить від назви річки.
За роки радянської влади село в документах називали на російський лад «Топольниця». 1989 року селу надали сучасну назву.

## Географія
Село тягнеться з північного заходу на південний схід майже на 7 км вздовж однойменної річки Топільниці.
Оточене лісами й горами, зокрема такими вершинами: Гострий Верх (777 м), Ґрон (640 м), Кичера (613 м), Деришір (607 м) та інші.
Долішня околиця Топільниці межує з селом Стрілки, горішня — з селом Тур'є.
Село ділиться на Топільницю Горішню і Топільницю Долішню. Горішня складається з таких частин, як Границя (Голубці, просто Границя, Заріка), Кривуля, Лан, Підцерква, Шляхта, хутір Сигавка, а Топільниця Долішня ділиться на такі частини, як Ґерберівка, Двораки, Долішній кінець, Забродом, Малиші, Параскева. Деколи Кривулю, Лан, Підцеркву відносять до Топільниці Долішньої, а хутір Сигавка довший час був приналежністю сусіднього приватного села Недільна яке теж належало нащадкам графа Ванчалуха. Але до Топільниці входили Лисиці. Треба вказати, що Лисиці зараз становлять центр сусіднього села Стрілок. У селі потоки Сихильський, Мяговець, Ізбець та річка Недільнянка впадають у річку Топільницю.

## Історія

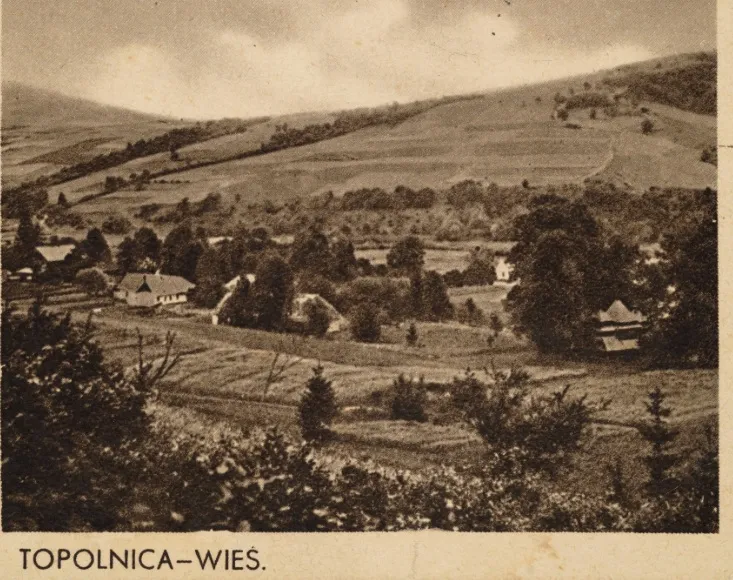
Панорама села Топільниця міжвоєнного періоду (ХХ ст.)

Перша згадка про село належить до 1422 року (за іншими даними — 1507 рік, 1558 рік). З 1431 року було приватною власністю у землях графа Ванчалуха з Турка (лат. villam nostram Turka), розташоване в Руській землі, в Самбірському повіті і перейшло у спадок старшому сину Ходкові (лат. Chodkone) який став родоначальником Турянських. У 1616 році нащадок графа Григорій Турянський (син Федора Турянського та Настасії Височанської) засновує в селі Топільниця Перемиського повіту монастир, назавжди записуючи йому все рухоме і нерухоме майно (Грамота «Privilegium fundationis monasterii Topolnicensis, anno 1616 unium conductus»).
Українська радянська енциклопедія (без посилання на першоджерела) наводить дані, що "перші документальні відомості про село відносяться до 1558 року".
У 1877 р. в селі було 1 водяний тартак (tartów wodnych), 1 з пилою (gatrów) і 1 з пилою звичайною (pił zwyczajnych), які виготовляли 380 м. куб (mt. kub.) дощок і брусів. Власник Anszherta Rudnicka.

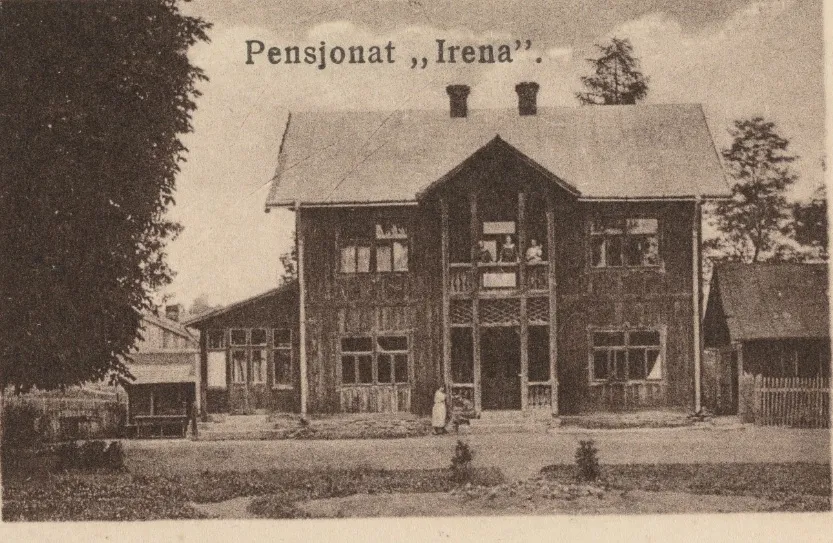
Пансіонат "Ірена" у Топільниці. Міжвоєнний період ХХ ст.

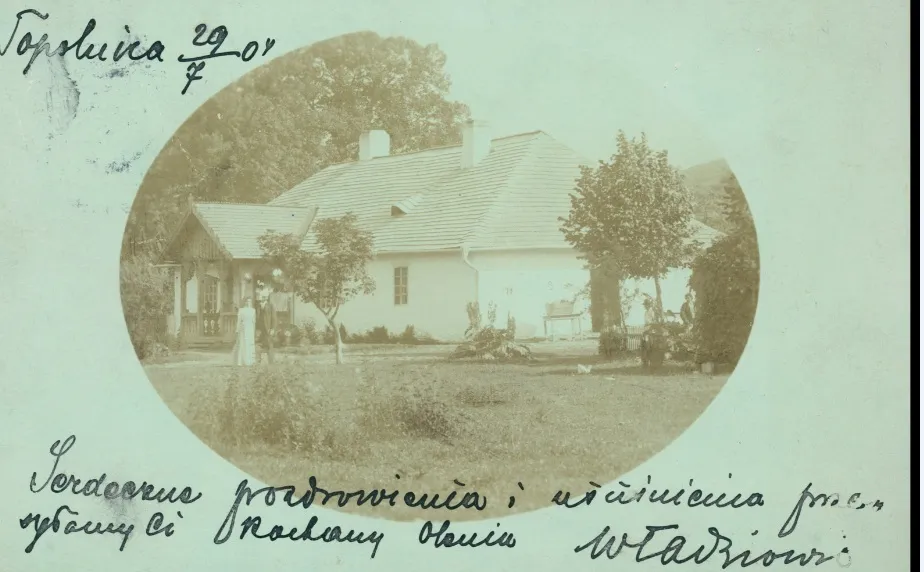
Ретро-листівка з Топільниці міжвоєнного періоду

У 1908—1909 роках асистентом у топільницькій парафії греко-католицької церкви служив о. Василь Антонич, батько Богдана-Ігоря Антонича.
У 1929-34 роках в селі функціонувала господарсько-споживча спілка «Згода».
У 1929-38 роках існував загальний хліборобський кооператив «Братська Любов».

### Друга світова війна та Другі визвольні змагання (1939-1950-ті рр.)

#### Стріча з ворожою засідкою 1949 р.
2. 6. 1949 ст. віст. О. і віст. X. з пвд Н., повертаючись з пункту, куди носили почту, о 24 год. наткнулись на спецгрупу МВД, що робила засідку на горі між присілками Звір-Тур’є Долішнє-Топільниця. 
Стрільці запримітили ворога скорше, відкрили по ньому вогонь з автоматів, при чому віст. X. вбиває одного большевика. Ворог, хоч відкрив вогонь, не мав успіху. Стрільці щасливо відступили. 

Ворожі втрати — один вбитий.

### Радянська окупація (1950-ті - 1991 рр.)
У 1968 році в селі була автобусна зупинка, колгосп "Перемога", що вирощував зернові і технічні культури та спеціалізувався у м'ясо-молочному тваринництві (його господарство - 2 тис. га), тартак, цегельня, млин, столярний цех, фельдшерсько-акушерський пункт, 8-річна школа, бібліотека, клуб; споруджено 186 будинків.

Церква святої Параскеви у Топільниці; побудована у 1640 р, згоріла у 1966 р.

### Незалежність (з 1991 р. - по сьогодні)
У 2023 р. село Топільниця разом із довколишніми селами ввійшло до мережі історико-туристичних маршрутів "БойкоМандри", яка створюється за підтримки УКФ та Стрілківської територіальної громади. 

### Населення
У 1928 році в селі проживало 1296 осіб, серед них 5 римо-католиків і 85 євреїв.
У 1968 році в селі проживало 1357 осіб.
За даними перепису 2001 року чисельність наявного населення села становила 1650 осіб. Тепер — 1473 осіб.

## Церква Успіння Пресвятої Богородиці (1730)
У селі є прекрасна дерев'яна церква Успіння Пресвятої Богородиці (1730) — сакральна пам'ятка дерев'яної архітектури. 
11 квітня 1616 р. український шляхтич Григорій Турянський своїм привілеєм заснував у селі василіянський монастир. По смерти за опікунів церкви і монастиря він призначив Олександра Шептицького, Теодора Винницького Вальковича, Марка Височанського і Романа Попеля Федоровича – поважних представників української шляхти. Це важливо з огляду на спроби полонізації цього краю в наступні століття.
У 1730 р. у монастирі звели нову дерев’яну церкву, яка й збереглася до сьогодні. На одвірку її західних дверей є надпис: “Рокꙋ Бжіѧ АѰЛ (1730) мца маѧ ніѧ КИ (28)”. Цю церкву в 20-30 рр. ХХ ст. досліджували доктор мистецтвознавства Михайло Драган та видатний український архітектор Володимир Січинський, а у 1928 році легендарна українська художниця Олена Кульчицька намалювала церкву та її дзвіницю аквареллю.
На початку ХХ ст. у цій церкві служив отець Василь Антонич, греко-католицький священик та батько геніяльного поета Богдана-Ігора Антонича.
До церковного комплексу входить двоярусна дерев’яна дзвіниця стовпової конструкції 1730 р. (теж пам’ятка архітектури місцевого значення, раніше вона слугувала брамою для проїзду на територію монастиря) з двома будівлями, шпихлір 1730 р., мурована каплиця XVIII ст. та давній цвинтар.
У каплиці збереглися прекрасні ікони XVIII ст. “Св. арх. Михаїл”,  “Положення ризи Пр. Богородиці Влахернської” (1 червня 1741 р.) та “Св. Варвара і св. Катерина”. Важливим свідчення високого становища жінки у тогочасному українському суспільстві є збережений надпис про відновлення ікони Св. арх. Михаїла: “Ктитор Іωанъ Котецкій со женою Анною 1876 маляр Чайка”. Ця церква з іншими спорудами утворює унікальний комплекс василіянського монастиря XVIII ст.

Неподалік у Топільниці знаходиться рідкісна для цих країв скульптура Святого Непомука – найпопулярнішого чеського святого XIV ст. Цей архітектурний ансамбль є однією із зупинок на туристичному маршруті “БойкоМандри: Святині і герої”.

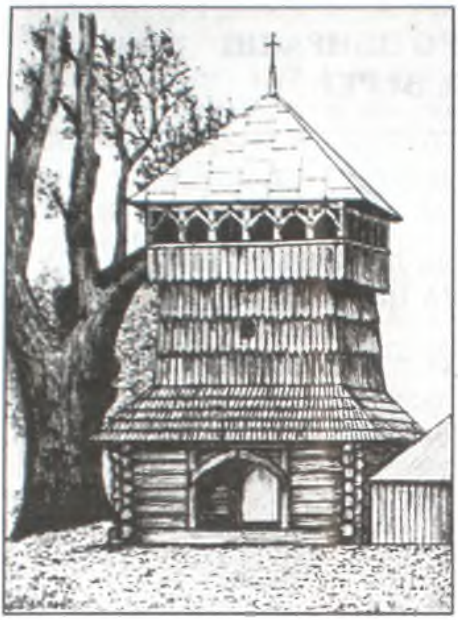
Володимир Шагала. Дзвіниця в с. Топільниця

Неподалік старої церкви збудована нова, мурована, названа теж на честь Успіння Пресвятої Богородиці.
Нині у селі є кілька церков. Біля однієї з них збереглися земляні вали й рови. На цьому місці в минулому, очевидно, існувала фортеця чи оборонна споруда, яка була знищена під час татарської навали. Можливо це залишки старовинного монастиря заснованого 1616 року, оскільки монастирі в ті часи були схожі і будувались за принципами фортець.

## Церква Св. Параскевії
До 1960-х років існувала дерев'яна церква святої Параскевії, збудована 1640 року. 18 січня 1966 року церква згоріла від запаленої свічки.
Греко-католицька громада села Топільниця в часи Незалежності збудувала також нову церкву, названу на честь св. Параскевії.

## Відомі люди
- Олександр Єдін — народний депутат України, член Партії регіонів.